# Baka Bukas
Pour plus de détails, voir Fiche technique et Distribution.
Baka Bukas est un film philippin écrit et réalisé par Samantha Lee, sorti en 2016. 

## Synopsis
Beaucoup de personnes sont au courant qu'Alex (Jasmine Curtis), une jeune femme de 20 ans qui travaille à Manille, a fait son coming out, mais pas sa meilleure amie Jess (Louise delos Reyes) qui est secrètement amoureuse d'elle depuis leur enfance. 
Lorsque Jess découvre qu'Alex est lesbienne, elles seront obligées de faire face à leurs sentiments réciproques.

## Fiche technique
- Titre : Baka Bukas
- Titre international : Maybe Tomorrow
- Réalisation : Samantha Lee
- Scénario : Samantha Lee
- Production : Samantha Lee, Jane Torres
- Société de production :
- Musique : Denise Santos
- Monteur : Ilsa Malsi
- Pays d'origine :  Philippines
- langue: filipino, tagalog
- Lieux de tournage : Manille, Philippines
- Format : Couleurs
- Genre : Romantique, dramatique
- Durée : 84 minutes (1 h 24)
- Date de sortie :
  -  Philippines :
    - 15 novembre 2016 (Cinema One Originals Film Festival (en))
    - 1er mars 2017

  -  Japon :
    - 5 mars 2017 (Osaka Asian Film Festival)
    - 16 juillet 2017 (Rainbow Reel Tokyo)

  -  États-Unis : 14 juillet 2017 (Outfest Los Angeles)

## Distribution
- Jasmine Curtis : Alex
- Louise delos Reyes : Jess
- Kate Alejandrino : Kate
- Nel Gomez : David (crédité sous le nom de Nelsito Gomez)
- Gio Gahol : Julo
- Cheska Iñigo : Mom
- Lexter Tarrela : le manager de Jess